# はな (森進一の曲)
『はな』は、2005年6月1日から発売された森進一の110枚目のシングル。

## 解説
- 森の歌手生活40年記念作品。また、森にとって阿久悠が作詞を手がけた最後の楽曲でもある。

## 収録曲
- 両楽曲共に、作詞：阿久悠

1. はな（4分51秒）
作曲・編曲：宮川彬良
2. 秋のホテル（4分25秒）
作曲：森進一／編曲：伊戸のりお